# Карст (плато)

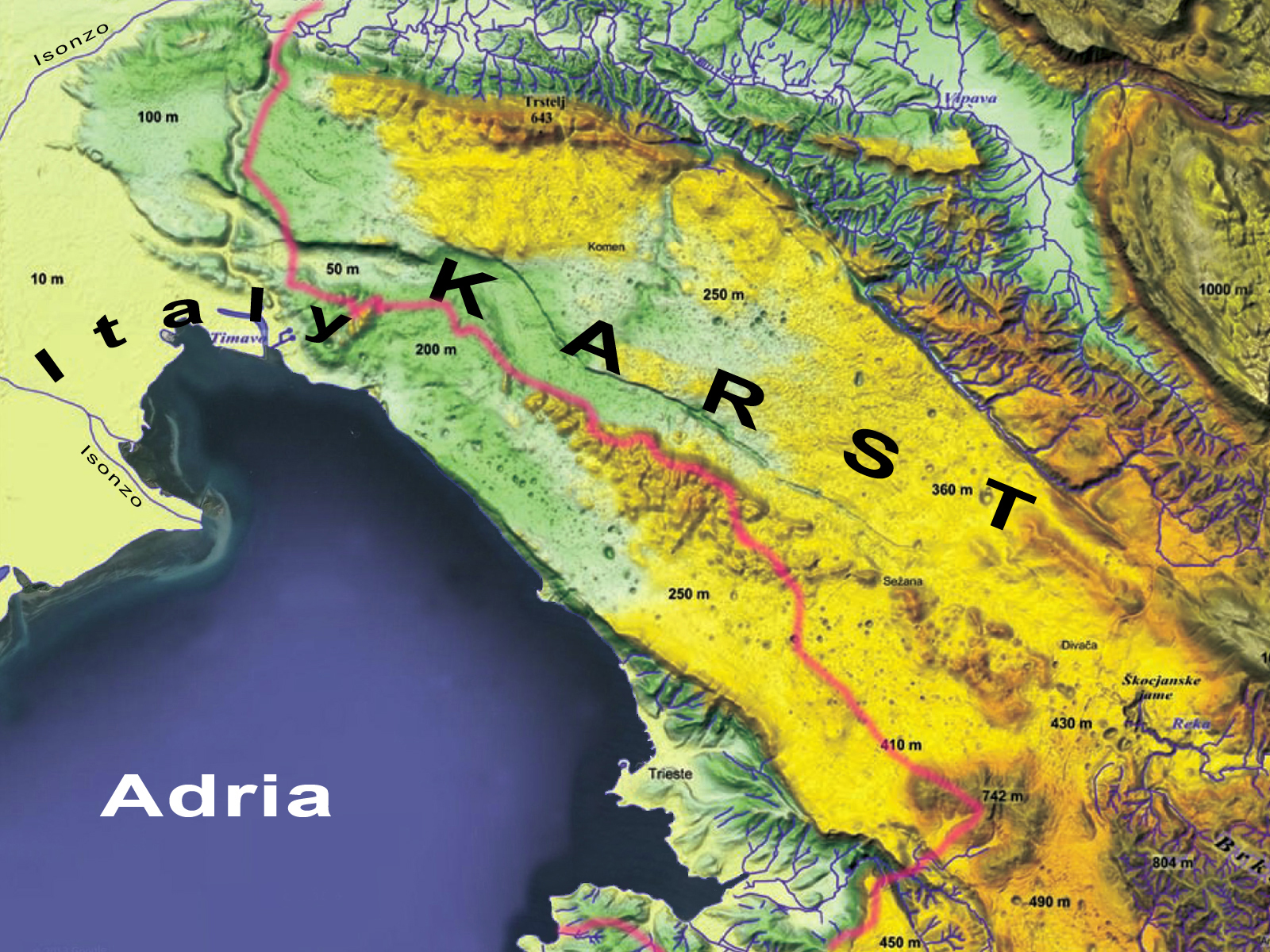
Примерная протяженность региона Карст

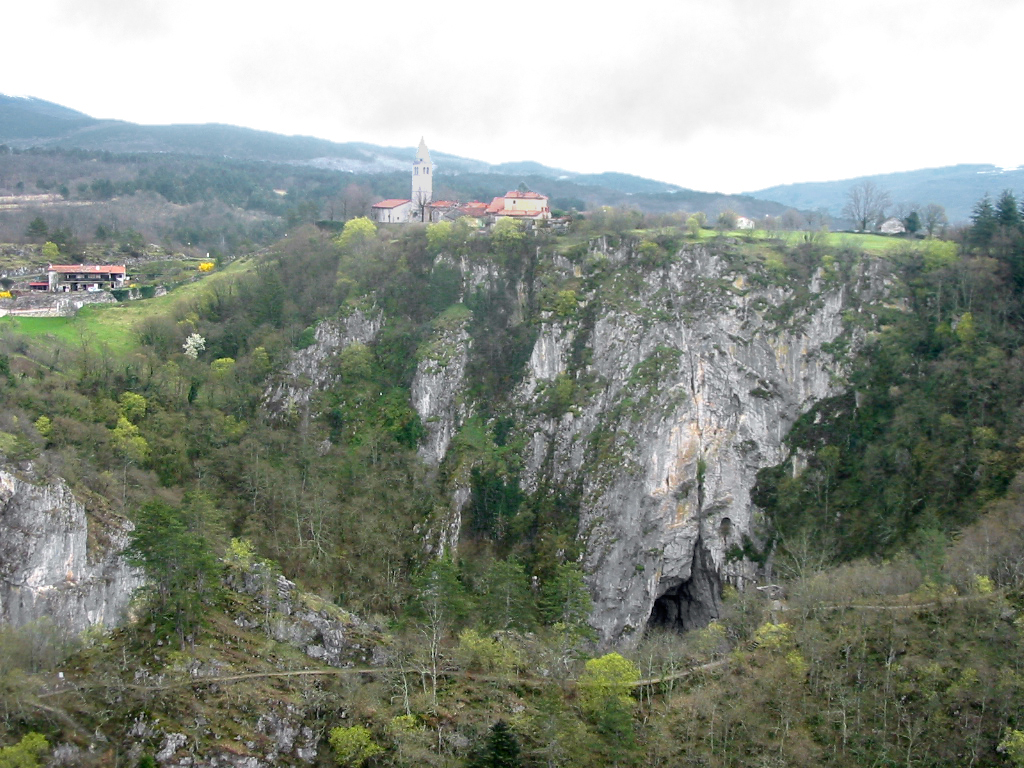
Плато Карст в деревне Шкоцьян

Карст (словен. Kras, название Карст употреблялось ранее от названия этого плато в австр.-нем. Karst, на новых картах называется Крас. В современности «карст» («karst») употребляется в отношении любых карстовых образований, в этом же значении в Чехии и Словении употребляется слово «kras») — известняковое плато на северо-западе Балканского полуострова, располагается в северо-западной части Динарского нагорья к северу от полуострова Истрия, к югу от долины реки Випава и к западу от холмов Бркини. Плато находится на территории Словении и восточной конечности Италии (иногда его также относят к Хорватии и Боснии и Герцеговине). Самая высокая точка — гора Трстель (643 м).
Плато сложено карбонатными породами, которые легко растворяются водой, поэтому повсеместно развиты карстовые явления (название которых пошло от названия плато): карры и карровые поля, воронки, котловины, полья, исчезающие реки, колодцы, пещеры. На плато расположены плоскодонные бассейны (например, озеро Церкница), площадь которых варьируются от 10 до 600 км². Поверхностный сток на плато практически отсутствует, имеется сложная система подземного стока. Река Река, пропадая в Шкоцьянске-Яме, выходит на поверхность лишь через 38 км у Триестского залива.
Растительность на плато скудная травянистая, на плодородных почвах в котловинах возделывается виноград. Выпас скота, вырубка лесов, а также обилие осадков способствуют развитию карста.
На плато находится множество пещер, включая пещеры Постойнска-Яма, Шкоцьянске-Яме и Гротта-Гиганте.